# Giustino Filippone-Thaulero
barone Giustino Filippone-Thaulero (Roseto degli Abruzzi, 28 agosto 1926 – Pergine Valsugana, 15 dicembre 2019) è stato uno storico italiano.

## Biografia
Figlio primogenito del barone Carlo, nobile di Chieti e patrizio teramano, e di donna Maria Clemente. Conseguì la maturità classica al Liceo "Massimo" di Roma. Laureatosi in giurisprudenza all'Università "La Sapienza" di Roma, fu scelto dal professor Mario Toscano, insieme a Pietro Pastorelli e Gianluca André tra i giovani laureati come assistente alla cattedra di Storia dei Trattati della Facoltà di Scienze Politiche. 

Nel 1949 si sposa con Maria Antonietta Savini (nipote dello storico Francesco Savini) da cui ebbe tre figli: Chiara, Carlo e Silvia. Nel 1972 perse la moglie nel tragico incidente in cui morirono anche il fratello Vincenzo e le piccole nipoti , si risposò con Emma Moscadelli.
Professore di Storia dei Trattati all'Università degli studi di Pisa, ottenne la cattedra di Storia dei rapporti tra Stato e Chiesa all'Università "La Sapienza" di Roma.

Tra il 1972 e 1978 fu vice presidente della Deputazione abruzzese di Storia Patria.

## Opere principali
- Le relazioni tra lo Stato pontificio e la Francia rivoluzionaria : storia diplomatica del trattato di Tolentino, Milano : Giuffrè, 1959
- Sulle origini dell'imperialismo nelle relazioni internazionali, Roma : Edizioni di storia e letteratura, 1970
- La Gran Bretagna e l'Italia dalla conferenza di Mosca a Postdam (1943-1945), Roma : Edizioni di storia e letteratura, 1979
- Diario 1944-1945 di Nicolò Carandini, Firenze : Le Monnier, [1983?]